# Контарини, Карло
Карло Контарини (итал. Carlo Contarini; 5 июля 1580, Венеция — 1 мая 1656, Венеция) — 100-й венецианский дож, шестой по счёту из знатного венецианского рода Контарини. Был избран на должность 27 марта 1655 и правил вплоть до своей смерти через год. При нём адмирал Ладзаро Мочениго 25 июня 1655 года разбил турецкий флот в проливе Дарданеллы.
Человек большой нравственности и праведности, он, как и многие его предшественники, был избран дожем, будучи старым, и важные обязательства, налагаемые его должностью, подорвали его здоровье.

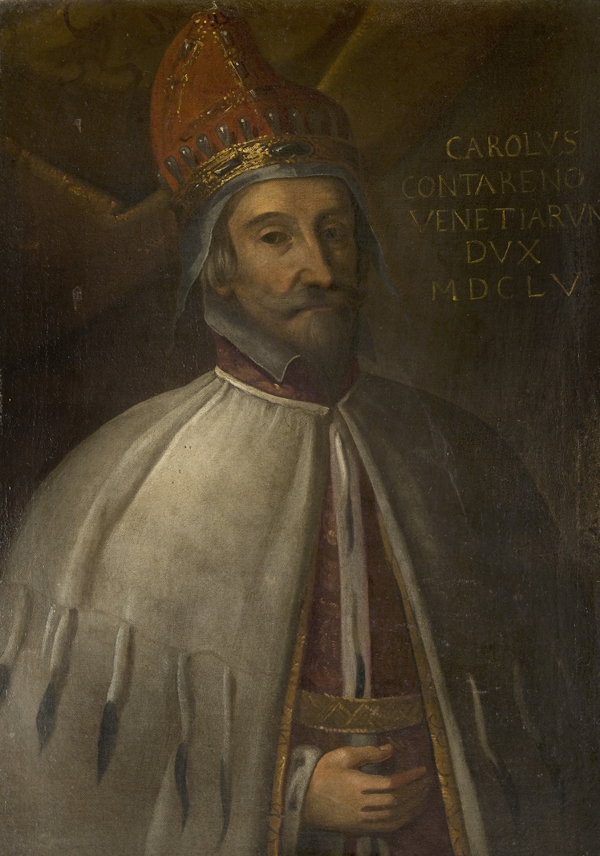
Портрет Карло Контарини. Венецианская школа, вторая половина XVII века, холст, масло.

## Биография
Карло Контарини был сыном Андреа Контарини и Элизабетты Морозини; отец Карло умер через десять дней после рождения сына. Таким образом, Карло стал наследником большого состояния и имени Контарини, столь мощного и влиятельного семейства Венецианской республики. В ходе долгой и успешной карьеры Контарини занимал должности проведитора, ректора, савио и члена сената Венеции, также пройдя через титул Cursus honorum. Любопытно, что в последние годы он практически отошёл от общественной жизни и даже не думал о кандидатстве на пост прокуратора Сан-Марко.
Он женился на Паулине Лоредан, которая оставила о себе память как об очень сдержанной женщине.

## Правление
После смерти Франческо Молина 27 февраля 1655 года избиратели встретились в марте, чтобы избрать его преемника, однако не смогли сойтись на одном кандидате. В конце концов они остановились на Карло Контарини в качестве компромиссного кандидата, имеющего связи с обеими сторонами. Он уже был стар, так что все понимали, что его правление будет коротким. Он был избран дожем на 68-м собрании 27 марта 1655 года.
Время правления Контарини не было отмечено никакими примечательными событиями. Будучи дожем, он пытался примирить враждующие фракции, расколовшие Венецию. Длительная война Венеции за Крит с Османской империей продолжалась в течение всего его правления.
Возможно, из-за большой загруженности в связи с обязанностями дожа, Карло Контарини заболел в начале 1656 года и после неудачных попыток лечения умер 1 мая после 13 месяцев своего правления.